# Moskwa – Trzeci Rzym

Vexillum

Herb współczesnej Rosji

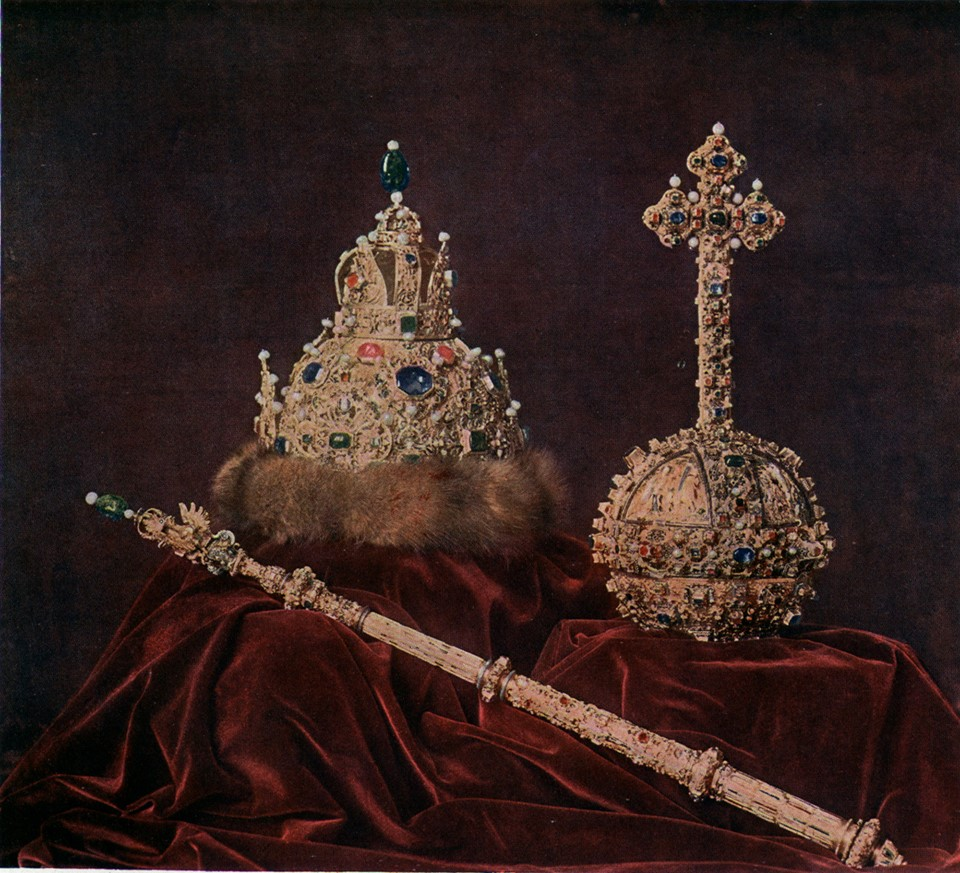
Insygnia władzy carów rosyjskich. Zgodnie z legendą ludową zostały one odziedziczone po cesarzach bizantyjskich

Moskwa – Trzeci Rzym – koncepcja historiozoficzna stworzona przez mnicha Filoteusza z Pskowa przypuszczalnie pod koniec XV wieku, głosząca, że pierwszy Rzym upadł na skutek herezji, drugi Rzym – Konstantynopol – na skutek zdrady prawdziwej wiary, trzecim Rzymem jest Moskwa, a czwartego już nie będzie. Najstarszym zachowanym dokumentem, w którym teoria trzech Rzymów została zaprezentowana jest list Filoteusza do księcia Wasyla III z roku 1510.
Po upadku Rzymu (476) i wielkiej schizmie (V–XIII wiek) chrześcijaństwo rozdzieliło się na dwa główne nurty – wschodnie i zachodnie. W oczach ówczesnych prawosławnych (chrześcijan wschodnich) chrześcijaństwo zachodnie (katolicyzm) było herezją. Głównym ośrodkiem prawosławia aż do XV wieku było Cesarstwo Bizantyńskie (Bizancjum). Podczas soboru florenckiego (na którym zasiadali także biskupi Wielkiego Księstwa Moskiewskiego) prawosławni biskupi bizantyńscy podporządkowali się papieżowi i zgodzili się wejść pod jurysdykcję Rzymu w zamian za pomoc papieską w walce przeciw Turkom, podczas gdy większość biskupów ruskich odmówiła na soborze posłuszeństwa papieżowi. Tym samym głównym ośrodkiem prawosławia stała się Rosja. Po wojnie z Turcją i nieudzieleniu obiecanej pomocy przez papieża, Bizancjum w 1453 upadło. Moskwa miała stać się kolejnym, nowym centrum świata, czyli „trzecim Rzymem” – czwartego miało już nie być.
Po upadku Konstantynopola Moskwa chciała zyskać na znaczeniu jako spadkobierczyni Bizancjum, co podkreślić miało małżeństwo Iwana III z Zofią (Zoe) Paleolog (1472), ostatnią dziedziczką tronu bizantyjskiego i bratanicą ostatniego cesarza Bizancjum Konstantyna XI Dragazesa, a także przejęcie bizantyjskiego dwugłowego orła jako herbu państwa oraz bizantyjskiego ceremoniału dworskiego. Po zawarciu małżeństwa Iwan III Srogi jako pierwszy w historii książę moskiewski przyjął w  1478 tytuł „cara Wszechrusi”. Kolejni władcy rosyjscy kontynuowali tę tradycję, a od czasów koronacji Piotra I w 1721 roku przyjmowali tytuł „imperatora-cesarza”. Z kolei sułtanowie tureccy po zdobyciu Konstantynopola sami używali tytułu „cesarza rzymskiego”. Car Wszechrusi jako spadkobierca tradycji Rzymu i Bizancjum miał, pod sztandarem Cerkwi prawosławnej, pokonać „heretycki” Zachód na czele z papieżem i Świętym Cesarstwem Rzymskim.
Ta koncepcja walnie wpłynęła na sformułowanie rosyjskiej ideologii imperialnej. Nicholas V. Riasanovsky i Mark D. Steinberg podkreślają, że autor doktryny nie zamierzał tworzyć ideologicznej podbudowy rosyjskiej polityki zagranicznej, a jedynie dążył do podkreślenia słuszności wiary prawosławnej. Koncepcja „Trzech Rzymów” nigdy nie stała się oficjalną doktryną polityczną państwa rosyjskiego. Cieszyła się jednak w Rosji popularnością i używano jej niekiedy w celu wytłumaczenia ekspansywnej polityki Imperium Rosyjskiego aż do upadku monarchii w Rosji w roku 1917.